# Satiricosissimo
Satiricosissimo (від італ. satirico — сатиричний; і назви твору Сатирикон) — італійська кінокомедія 1970 року, знята режисером Маріано Лауренті, з Франко Франкі і Чіччо Інграссою.

## Сюжет
Чіччо дуже подобається книга давньоримського автора Петронія «Сатирикон», але його друг Франко навіть чути про неї не хоче. Друзі вирушають у місцевість поблизу Риму, де відтворено місто часів Нерона. Гості та слуги одягнені так, як одягалися в античному Римі. Чіччо та Франко мають перетворитися на давньоримських рабів і прислужувати на балу гостям. Ненароком вони розбивають глечик з дуже старим, за словами господаря, витриманим вином. Щоб уникнути покарання батогами, вони тікають з балу і від випитого вина засинають, а прокидаються вже у Стародавньому Римі. Вони стають рабами Петронія і можуть спостерігати за життям імператора Нерона. Останній одержимий ідеєю, що його хочуть вбити, навіть мати хоче його смерті. Але Франко та Чіччо незабаром розуміють, що смерті Нерона прагне зовсім інша людина.

## У ролях
- Франко Франкі — Франко
- Чіччо Інграсса — Чіччо
- Едвіж Фенек — Поппея
- Джанкарло Бадессі — Нерон
- Артуро Домінічі — Тігеллін
- Карін Шуберт — білокура куртизанка
- Піно Феррара — Петроній
- Лінда Сіні — Агріппіна
- Леонардо Северіні — Сенека
- Джіджі Редер — корчмар
- Івана Новак — рабиня Поппеї
- Уго Карбоні — раб Поппеї
- Ренато Монтальбано — гвардієць імператора
- Ігнаціо Леоне — суддя
- Самсон Бьорк — Тавр
- Лоренцо Терцон — Британнік
- Бріціо Монтінаро — роль другого плану
- Антоніо Пьованеллі — роль другого плану
- Лоріс Бадзоккі — Марк Туллій
- П'єтро Чеччареллі — Спартак
- Маріо Дель Ваго — Гай
- Джина Машетті — дружина корчмара
- Альберіджо Донадео — офіціант
- Веріано Дженезі — кат
- Лука Спортеллі — кухар
- Ігнаціо Бальзамо — торговець
- Сісто Брунетті — преторіанець
- Несторе Каваріччі — слуга у палаці Поппеї
- Міммо Полі — гість на прийомі
- Фульвіо Мінгоцці — епізод

## Знімальна група
- Режисер — Маріано Лауренті
- Сценаристи — Роберто Джанвіті, Діно Верде
- Оператор — Тіно Сантоні
- Композитор — Карло Рустікеллі
- Художник — Енцо Булгареллі
- Продюсери — Лео Чевеніні, Вітторіо Мартіно